# A Mariña Occidental
Die Comarca A Mariña Occidental ist eine der 13 Comarcas der spanischen Provinz Lugo in der Autonomen Gemeinschaft Galicien.

## Geografie
Das Gebiet der Comarca liegt im Norden der Provinz Lugo und grenzt dort an die folgende Provinz Galiciens und die Comarcas innerhalb der Provinz Lugo:
|                  | Atlantischer Ozean                          | Atlantischer Ozean |
| Provinz A Coruña | Kompassrose, die auf Nachbargemeinden zeigt |                    |
|                  | Terra Chá                                   | A Mariña Central   |

## Gliederung
Die Comarca umfasst fünf Gemeinden (spanisch Municipios; galicisch Concellos) mit einer Fläche von 494,35 km², was 5,01 % der Fläche der Provinz Lugo und 1,67 % der Fläche Galiciens entspricht.
| Gemeinde                    | Einwohner (2024) | Fläche km² | Dichte Einw./km² | Cod INE | Postleitzahl |
| --------------------------- | ---------------- | ---------- | ---------------- | ------- | ------------ |
| Cervo                       | 4.184            | 77,86      | 54               | 27013   | 27730        |
| Ourol                       | 985              | 142,07     | 7                | 27038   | 27865        |
| O Vicedo                    | 1.589            | 75,96      | 21               | 27064   | 27860        |
| Viveiro                     | 15.217           | 109,34     | 139              | 27066   | 27850        |
| Xove                        | 3.327            | 89,12      | 37               | 27025   | 27870        |
| Comarca A Mariña Occidental | 25.302           | 494,35     | 51               | –       | –            |